# Juan Luis Sánchez González
Juan Luis Sánchez González (Madrid, 1972) és un periodista i crític de cinema espanyol, conegut pels seus videocrítiques i articles elaborats amb sentit de l'humor. Escriu en llocs com la revista digital decine21.com Gaceta de los Negocios, Cinerama, Estrenos, i El Distrito. No confondre amb el també periodista espanyol Juan Luis Sánchez Ramírez.
Es llicencia en Ciències de la Informació, en la branca de periodisme, el 1995, en la Universitat Complutense de Madrid. A partir d'aquest moment exerceix la seva labor en diversos mitjans, com l'agència EFE (1997), el desaparegut diari Ya (1998) i les revistes Cinerama (2000-2001), Época i Estrenos. Des de 2013 és secretari del Cercle d'Escriptors Cinematogràfics.

## Obres
- Audrey Hepburn: Icono de la gran pantalla (Ed. Jaguar - 2010)
- Cineforum 2000
- Breve encuentro
- Peter Jackson: de Mal gusto a El hobbit (2012)
- Tim Burton y sus mundos de fantasía
- De "Perdidos" a "Star Wars": J.J. Abrams, un hombre y sus sueños (2015)
- Lucha de gigantes. Godzilla, Gamera, Mothra y otros monstruos enormes de Japón
- James Cameron, el rey del mundo
- Miau, Miau, Miau, gatos de cine
- Alienciclopedia. Los extraterrestres más memorables del cine.